# Сергий I (патриарх Константинопольский)
Патриа́рх Се́ргий I (греч. Πατριάρχης Σέργιος Α΄; ум. в 638) — патриарх Константинопольский (610—638).

## Биография
Происходил из миафизитской сирийской семьи. В правление императора Фоки в 610 году был возведён на Константинопольский патриарший престол. С 610 года и до самой смерти он был в дружеских отношениях с императором Ираклием, в отсутствие которого вместе с патрицием Вонозом управлял империей.
В 610—617 годах у Сергия появилась мысль о примирении халкидонитов (диофизитов) с антихалкидонитами (миафизитами) на основе объединяющей доктрины. Изначально это была идея моноэнергизма — учения о одном действии Христа. Однако, моноэнергизм входил в противоречие с учением папы Римского Льва, которое стало основой Халкидонского вероисповедания. Поэтому папой Римским Гонорием было предложено Сергию не затрагивать вопрос действий, но искать единства исключительно на основе исповедания единоволия. 
В 626 году благодаря стараниями патриарха Сергия Константинополь, осажденный аварами и славянами, был спасен. Многие западные ученые считают Сергия автором знаменитого акафиста Божией Матери («Взбранной Воеводе победительная»), составленного по поводу избавления столицы.
Будучи помощником императора во всех его начинаниях, патриарх Сергий всегда старался оставаться в тени и даже в церковных делах действовал именем императора. Так, о своем религиозном эдикте, «Эктесисе» об одной воле Иисуса Христа, Ираклий уже по смерти Сергия писал папе Иоанну IV: «не я диктовал его, а патриарх Сергий составил его еще за пять лет до моего возвращения с Востока и упросил меня издать его с моим именем и подписью». 
Объединяющее вселенскую церковь монофелитское исповедание через Эктесис было официально провозглашено императором Ираклием в 638 году, только после смерти патриарха Сергия, папы Гонория и патриарха Софрония. Эдикт должен был послужить идеологической основой объединения Православной и монофизитских церквей, но стал причиной раскола с Римским престолом на многие года вперёд. 
За проведение в жизнь так называемой «Монофелитской унии» патриарх Сергий считается еретиком-монофелитом. Он был предан анафеме на Шестом Вселенском соборе в 680 году.
Патриарх Сергий I умер 9 декабря 638 года в городе Константинополь.